# باميلا لوف
باميلا لوف (بالإنجليزية: Pamela Love)‏ هي جوهرية أمريكية، ولدت في 1982 في نيويورك في الولايات المتحدة.